# Von der Tann (Schiff, 1910)
Die Von der Tann war ein 1908 auf Kiel gelegter Großer Kreuzer der deutschen Kaiserlichen Marine und der erste, der als Schlachtkreuzer bezeichnet wird. Sie war im Ersten Weltkrieg in mehreren Gefechten im Einsatz. Insbesondere versenkte sie in der Skagerrakschlacht den britischen Schlachtkreuzer Indefatigable, wurde im Laufe dieser Schlacht aber schwer beschädigt. Nach dem Ersten Weltkrieg sank sie im Rahmen der Selbstversenkung der Kaiserlichen Hochseeflotte in Scapa Flow.

## Name
Das Schiff wurde nach dem bayerischen General Ludwig von der Tann-Rathsamhausen benannt, dem kommandierenden General des bayerischen Armeekorps im Deutsch-Französischen Krieg, der 1848 als junger Offizier im Ersten Krieg von Schleswig-Holstein die deutschen Milizen in den Herzogtümern entscheidend geformt hatte. Nach ihm war bereits 1849 ein Kanonenboot der Schleswig-Holsteinischen Marine Von der Tann benannt worden.

## Entwurf
Die Von der Tann war der erste deutsche Schlachtkreuzer und das erste deutsche Großkampfschiff mit Turbinenantrieb. Bei der Von der Tann wurde weit mehr Wert auf Panzerschutz und weniger auf Feuerkraft gelegt als bei britischen Schlachtkreuzern ihrer Zeit. Auch war der Unterwasserschutz gegen Torpedos und Minen wesentlich besser durchdacht. Konstruktiv schloss der Typ insofern an den zuvor gebauten Großen Kreuzer Blücher an, als er auch Torpedoschotten besaß und zudem konstruktionsmäßig auf eine nur geringfügig höhere Geschwindigkeit ausgelegt war.
Der Entwurf für den Kreuzerneubau „F“, die spätere Von der Tann, erfolgte ab August 1906, nachdem man in Deutschland von den britischen Schlachtkreuzer-Neubauten (die Dreadnought war am 10. Februar 1906 vom Stapel gelaufen) Kenntnis erhalten hatte.

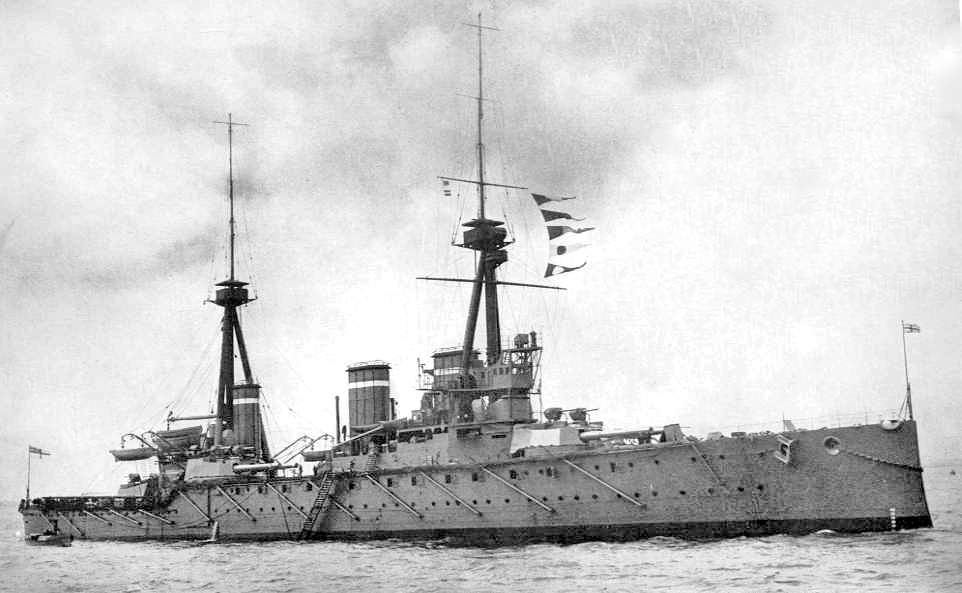
Die Invincible

Die Rolle des geplanten neuen Schiffes war zunächst strittig. Admiral Tirpitz favorisierte einen Schiffstyp ähnlich der britischen Invincible-Klasse mit schweren Geschützen, leichter Panzerung und hoher Geschwindigkeit als Flottenaufklärer zum Kampf gegen Aufklärungskreuzer. Der Kaiser bevorzugte wie viele Mitarbeiter des Reichsmarineamtes ein Schiff, das sich nach Kontakt zum Gegner in die Schlachtlinie einfügen könnte. Dies erforderte eine erhebliche Panzerung. Das Beharren auf dieser Fähigkeit wurde mit der gegebenen numerischen Unterlegenheit der Hochseeflotte gegenüber der Royal Navy begründet.
Hinsichtlich der Hauptbewaffnung wurden verschiedene Vorschläge bis hin zu 34,3-cm-Geschützen geprüft. Haushaltsbeschränkungen erlaubten aber nur preiswerte Waffen, so dass die Entscheidung für die hydraulisch angetriebenen 28-cm-Doppeltürme Drh LC/1907 der beiden letzten Schiffe der Nassau-Klasse fiel. Der Verzicht auf eine stärkere Hauptbewaffnung sollte durch eine starke Mittelartillerie ausgeglichen werden. Der Chef des Konstruktionsdepartements im Reichsmarineamt, Rudolf von Eickstedt, schlug sogar vor, die Hauptbewaffnung auf 21-cm- oder 24-cm-Geschütze zu begrenzen, da diese ausreichend seien, um die Panzerung der britischen Schlachtkreuzer zu durchschlagen. Admiral August von Heeringen, der Chef des Allgemeinen Marinedepartements im Reichsmarineamt, entschied schließlich, das neue Schiff müsse mit Linienschiffen kämpfen können, und dazu seien die 28-cm-Geschütze notwendig.
Die Energie für den Antrieb stammte aus achtzehn Dampfkesseln, in denen Kohle und ab 1916 auch Öl verbrannt wurde. 1.000 Tonnen Kohle waren bei den Planungen als mitgeführter Treibstoff vorgesehen, bis zu 2.600 Tonnen konnten maximal untergebracht werden. Das Schiff wurde als erstes deutsches Großkampfschiff mit Dampfturbinen angetrieben, die auf vier dreiflügelige Propeller mit je 3,6 Meter Durchmesser wirkten. Je eine Parsons-Hochdruckturbine trieb je einen der äußeren Propeller an, zwei Niedrigdruckturbinen trieben die inneren Propeller an. Bei der Erprobungsfahrt wurde 1910 mit diesen Maschinen eine Höchstgeschwindigkeit von 27,39 Knoten und bei sechs Stunden voller Fahrt durchschnittlich 26,8 Knoten erreicht. Die günstigste Geschwindigkeit zum Einsparen von Brennstoff lag bei 13 Knoten. Dabei sollte die Reichweite bei maximaler Kohlelast 5.400 Seemeilen betragen.
Am 22. Juni 1907 genehmigte der Kaiser die Konstruktion des Großen Kreuzers „F“, der den Namen Von der Tann erhalten sollte. Der Bauauftrag ging an Blohm & Voss. Das Schiff kostete schließlich 36,523 Millionen Mark.

## Geschichte

### Vorkriegseinsätze
Am 26. September 1907 erhielt die Werft Blohm & Voss den Bauauftrag für den ersten deutschen Schlachtkreuzer, dem noch vier weitere folgten. Die Bauwerft hatte bis zu diesem Zeitpunkt eher wenige Kriegsschiffe gebaut. Die Kaiserliche Marine hatte von der Hamburger Werft zuerst den Kleinen Kreuzer Condor erhalten. Diesem waren in den folgenden 15 Jahren mit der Kaiser Karl der Große lediglich ein Linienschiff, zwei Panzerkreuzer und mit der Dresden ein weiterer Kleiner Kreuzer gefolgt.
Am 20. März 1909 lief die Von der Tann nach der Taufe durch einen Neffen des Namensgebers, General der Infanterie Luitpold von und zu der Tann-Rathsamhausen, vom Stapel. Im Mai 1910 verlegte das Schiff mit einer Werftbesatzung um Skagen nach Kiel, um in der dortigen Kaiserlichen Werft seine endgültige Ausrüstung zu erhalten. Am 1. September 1910 wurde die Von der Tann unter Kapitän zur See Robert Mischke in Dienst gestellt, wozu das neue Linienschiff Rheinland seine Besatzung reduzieren musste. Bei der zu den Probefahrten gehörenden sechsstündigen Dauerleistungsfahrt übertraf der Kreuzer die geforderten 24,8 Knoten mit 27 Knoten erheblich. Als Höchstleistung kam das Schiff auf 28,124 Knoten und galt damit lange als das schnellste Großkampfschiff der Welt. Zum Ende der Erprobungen trat das Schiff am 20. Februar 1911 eine Reise nach Südamerika an.
Zum Teil bei schwerem Wetter lief die Von der Tann bis Rio de Janeiro, wo sie am 14. März 1911 mit dem dortigen Stationskreuzer Bremen zusammentraf. Sie verblieb bis zum 23. März in Rio und wurde dort vom brasilianischen Staatspräsidenten, Marschall Hermes Rodrigues da Fonseca, besichtigt, der an einer engeren Zusammenarbeit mit der Kaiserlichen Marine interessiert war. Die Von der Tann lief anschließend vom 25. bis zum 27. März Itajahy an, von wo große Teile der Besatzung die Siedlung der Brasiliendeutschen in Blumenau besuchten. Dann wurde noch Mar del Plata in Argentinien angelaufen, von wo der Kommandant mit einigen Offizieren einen Besuch in Buenos Aires machte. Am 6. Mai kehrte das Schiff nach Wilhelmshaven zurück, ohne auf der Reise technische Probleme gehabt zu haben. Zwei Tage später wurde es dem Verband der Aufklärungsstreitkräfte der Hochseeflotte zugeordnet.
Im Juni 1911 erfüllte die Von der Tann eine Sonderaufgabe und lief nach Vlissingen, um das deutsche Kronprinzenpaar an Bord zu nehmen und es zu den Krönungsfeierlichkeiten des neuen britischen Königs Georg V. zu bringen. Die Von der Tann nahm vom 20. bis zum 29. Juni 1911 an einer internationalen Flottenparade auf dem Spithead teil. Bis 1914 folgte dann regelmäßiger Flottendienst.

### Kriegseinsätze
Am 3. November 1914 beschossen die Von der Tann, Franz Hippers Flaggschiff Seydlitz und die Moltke Yarmouth ohne Erfolg; dazu legte die Stralsund eine Minensperre nahe der Küste, bevor sie den Rückmarsch antraten. Beim Raid auf Scarborough, Hartlepool und Whitby am 16. Dezember 1914 teilten sich die Schlachtkreuzer, und um 8 Uhr begannen die Von der Tann und die Derfflinger, den Erholungsort Scarborough zu beschießen, während die Kolberg eine Minensperre vor Flamborough Head legte. Scarborough Castle, das Grand Hotel, drei Kirchen sowie etliche Häuser wurden getroffen. Nach 90 Minuten stellten die Schlachtkreuzer die Beschießung ein und liefen zum nahen Whitby, um die dortige Station der Küstenwache zu beschießen, trafen aber auch Whitby Abbey und andere Gebäude der Stadt.
Beim Gefecht auf der Doggerbank am 24. Januar 1915 fehlte die Von der Tann wegen einer Werftliegezeit. Im August 1915 war sie dann in der Ostsee mit anderen Schiffen der Hochseeflotte während des Vorstoßes in die Rigaer Bucht im Einsatz, beschoss Küstenziele und erhielt dabei vor Utö ihrerseits einen unbedeutenden Treffer einer Küstenbatterie in den Schornstein. Mit dem russischen Kreuzer Gromoboi führte sie ein kurzes Gefecht auf großer Distanz.

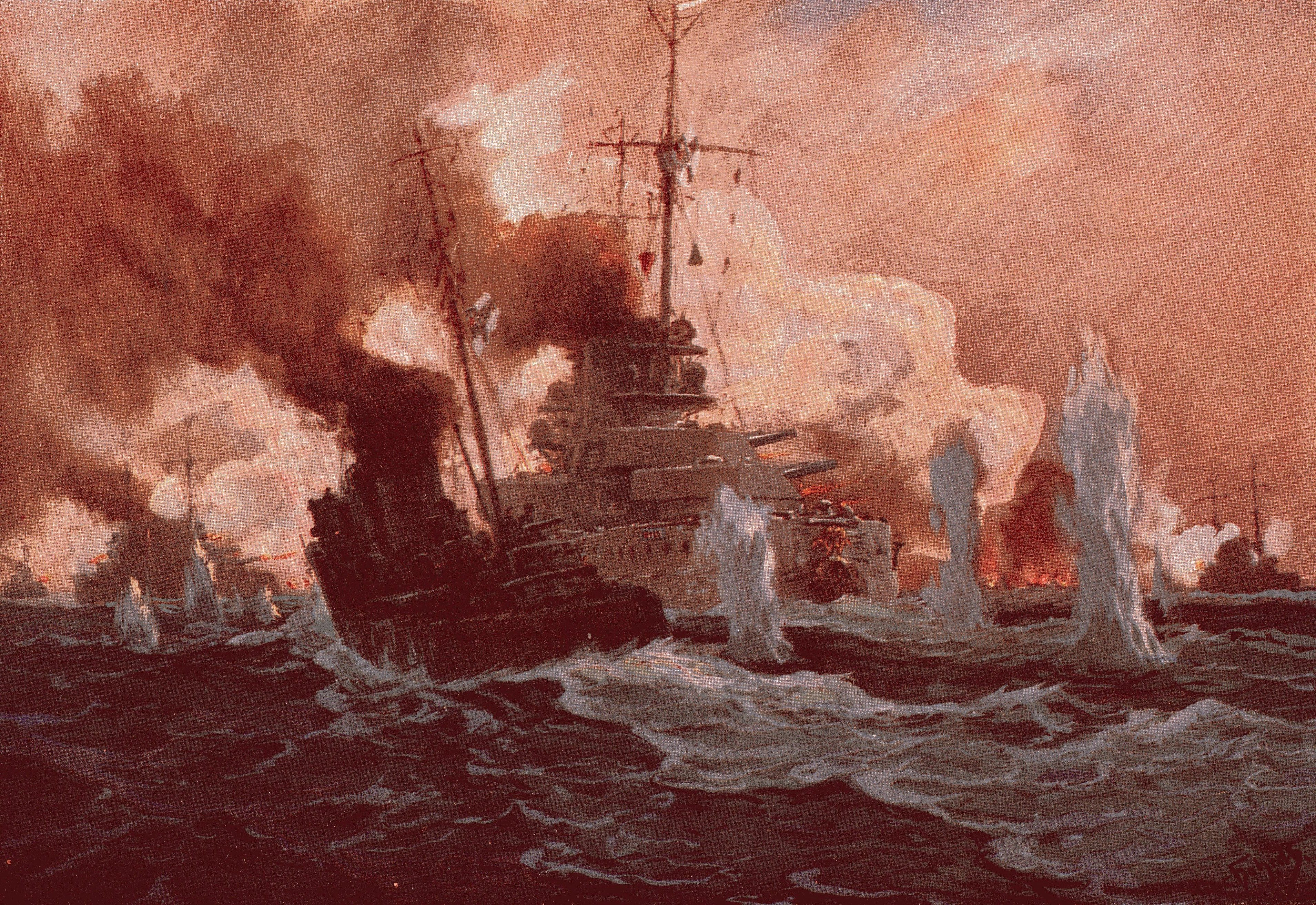
Die Seeschlacht bei Lowestoft am 25. April 1916

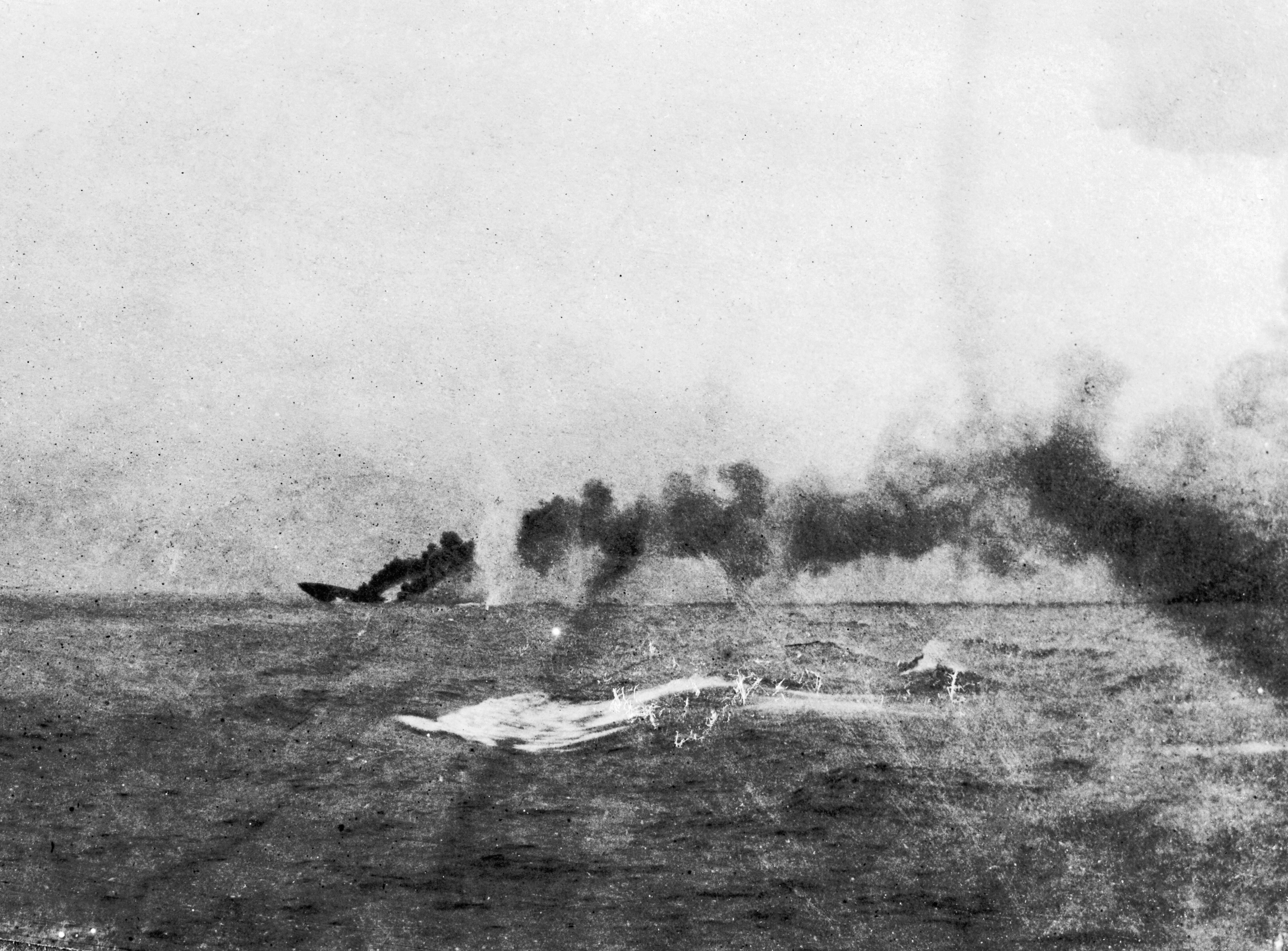
Indefatigable sinkt

Am 24./25. April 1916 nahm die Von der Tann unter Konteradmiral Friedrich Boedicker mit der Derfflinger, der gerade in Dienst gestellten Lützow und der Moltke an der Beschießung von Lowestoft und Great Yarmouth teil. Die vier Schlachtkreuzer beschossen Lowestoft von kurz vor 5 Uhr etwa eine halbe Stunde lang und zerstörten zwei 15-cm-Küstenbatterien und etwa 200 Häuser. Als sie etwa 15 Minuten vor 6 Uhr vor Yarmouth eintrafen, herrschte dichter Nebel und Ziele waren nicht zu erkennen, weswegen die meisten Schiffe nur eine Salve abgaben. Die Gefechte der Sicherungskräfte mit britischen Einheiten und die schlechte Sicht führten zum Abbruch des Unternehmens, zumal die Seydlitz auf dem Anmarsch schon durch einen Minentreffer ausgefallen war.
Schließlich kämpfte die Von der Tann in der Skagerrakschlacht am 31. Mai 1916. Dabei versenkte sie die Indefatigable nach 15 Minuten. Zwei Granaten trafen den vorderen Geschützturm der Indefatigable. Die entstehende Stichflamme schlug in die Munitionskammer durch und brachte diese zur Explosion. Die Von der Tann feuerte 170 28-cm-Granaten auf den Gegner und wurde selbst von zwei Treffern der 34,3-cm-Geschütze der Tiger und von Treffern der 38,1-cm-Geschütze der Barham, die im Gegenzug auch getroffen wurde, sowie zuletzt von der Revenge viermal schwer getroffen. Durch diese Treffer starben elf Mann, 35 wurden verletzt. 
Alle Hauptgeschütztürme der Von der Tann fielen in diesem Gefecht zeitweise aus. Schon kurz nach der Versenkung der Indefatigable setzt der erste schwere Treffer der Tiger den „C“-Turm und eine Rudermaschine außer Gefecht. Ein weiterer Treffer der Tiger schaltete den Bugturm „A“ aus, der klemmte und nach einer Stunde auf 120° stehenblieb. In der folgenden halben Stunde fielen auch noch der „B“- und der „D“-Turm aus. Von 18:20 bis 19:30 Uhr war die Von der Tann ohne jede schwere Artillerie. Drei Türme konnten am Abend wieder einsatzbereit gemacht werden. Erst waren der zuletzt ausgefallene Heckturm, nach einer weiteren Stunde der „B“-Turm und um 21 Uhr dann auch der „C“-Turm wieder einsatzbereit. Lediglich der klemmende Bugturm blieb außer Gefecht. Beim Nachtmarsch geriet sie mit den alten Linienschiffen Schleswig-Holstein und Schlesien in einen Nachtangriff britischer Zerstörer und konnte einem Torpedo knapp ausweichen.
Vom 2. Juni bis zum 29. Juli 1916 wurde die Von der Tann in Wilhelmshaven auf der Kaiserlichen Werft repariert.
Im November und Dezember 1916 musste das Schiff wegen eines Turbinenschadens repariert werden, und ein erneuter Turbinenschaden erzwang von Mai bis Juni 1917 einen weiteren Werftaufenthalt.

## Verbleib
Die Von der Tann wurde nach dem Kriegsende mit 73 anderen Schiffen der Hochseeflotte in Scapa Flow interniert. Am 21. Juni 1919 versenkte die Besatzung ihr Schiff selbst, als feststand, dass die Entente die internierten Schiffe beschlagnahmen und unter sich aufteilen wollte.
1934 fand ein Treffen ehemaliger Besatzungsmitglieder des Schlachtkreuzers statt.

## Kommandanten
| 1. September 1910 bis 21. September 1912 | Kapitän zur See Robert Mischke          |
| 21. September 1912 bis 5. Februar 1916   | Kapitän zur See Max Hahn                |
| 5. Februar 1916 bis 27. April 1917       | Kapitän zur See Hans Zenker             |
| 27. April 1917 bis 13. Juli 1918         | Kapitän zur See Konrad Mommsen          |
| 13. Juli bis 15. Dezember 1918           | Kapitän zur See Karl Feldmann           |
| 15. Dezember 1918 bis 21. Juni 1919      | Kapitänleutnant Karl-Friedrich Wollanke |

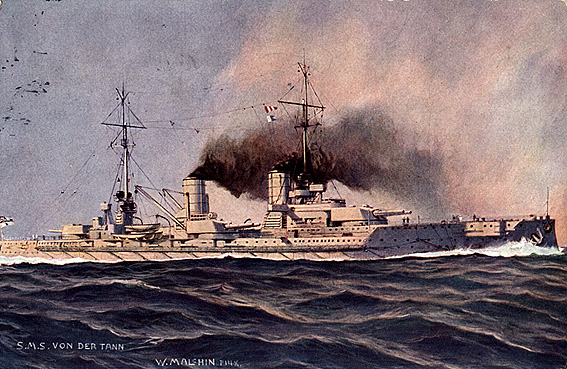
Die Von der Tann als Motiv einer zeitgenössischen Ansichtskarte
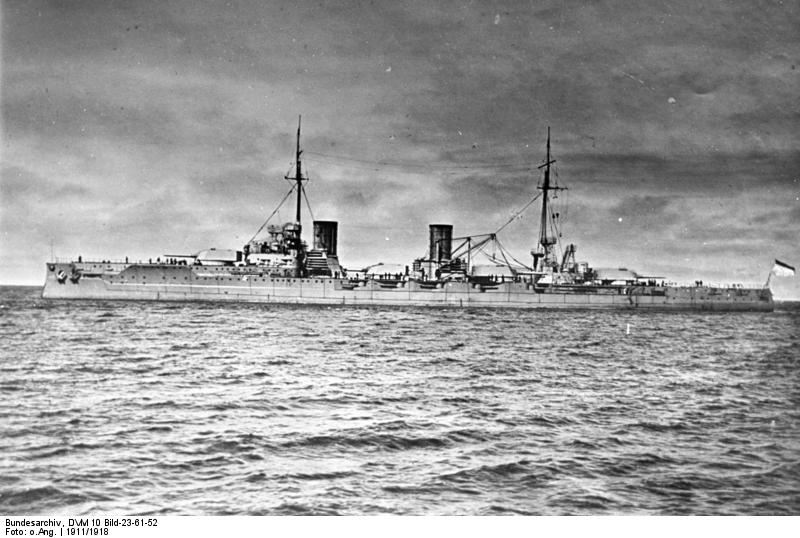
Von der Tann, 1911
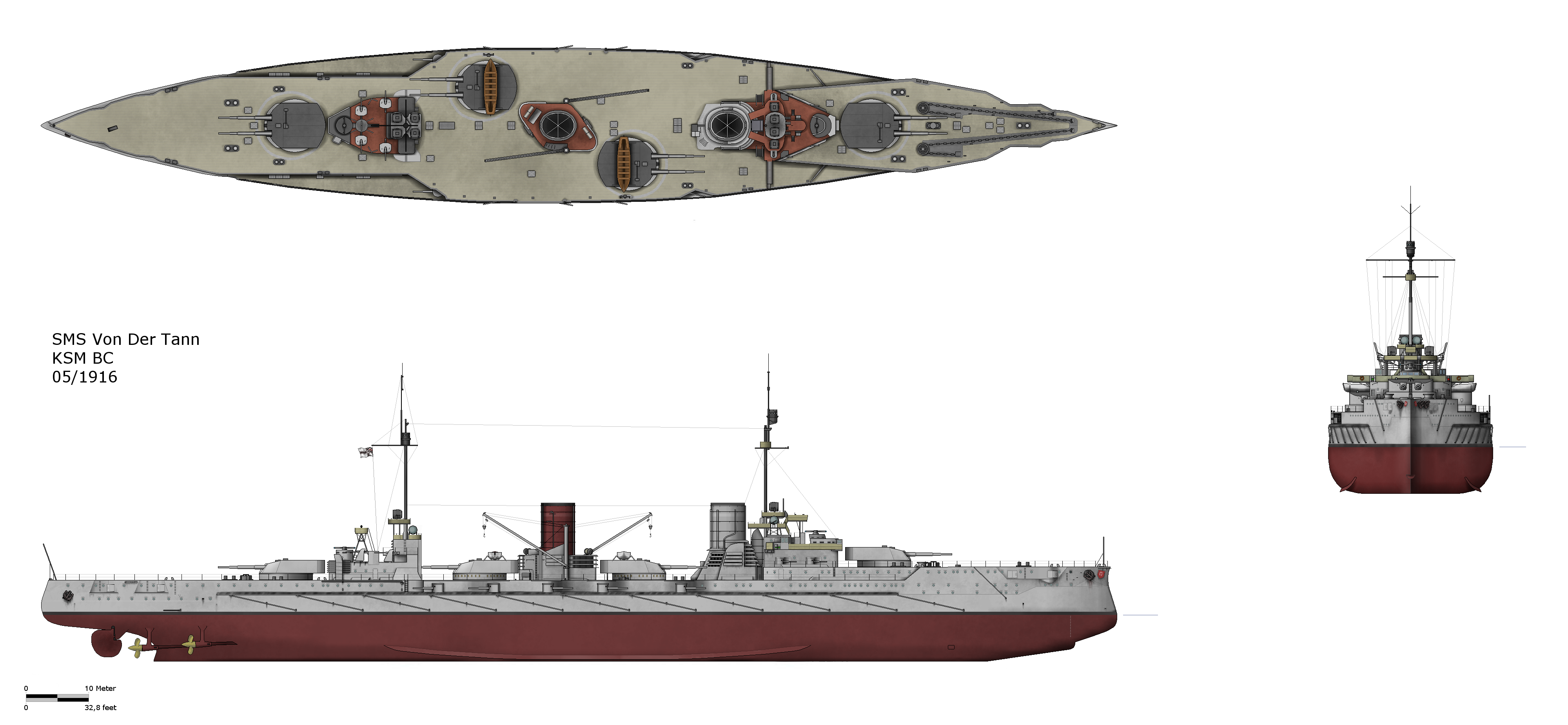
Zeichnung im Bauzustand vom Sommer 1916
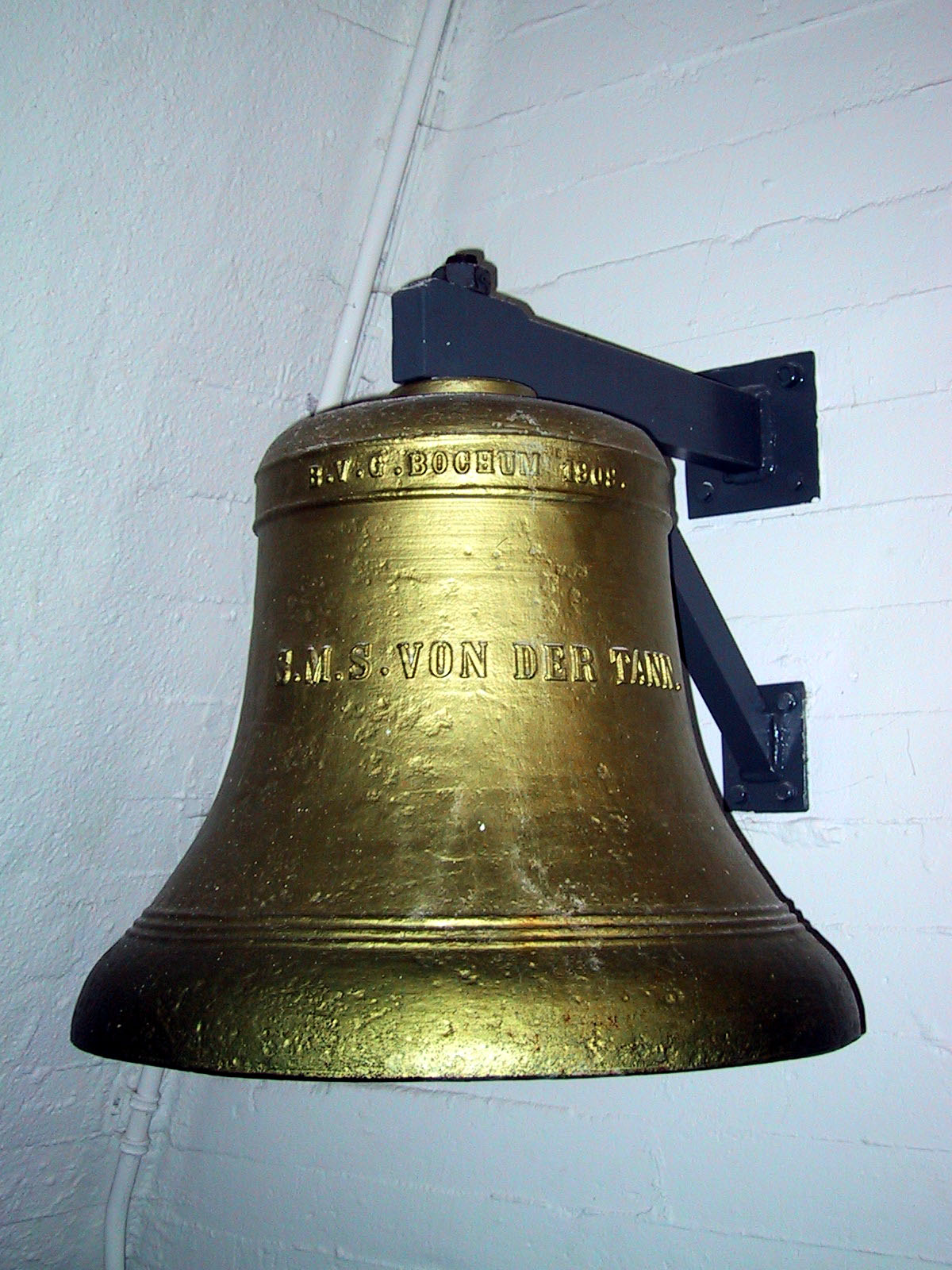
Gehobene Schiffsglocke im Marienehrenmal Laboe, 2004